# Astragalus rhabdophorus
Astragalus rhabdophorus är en ärtväxtart som beskrevs av Joseph Friedrich Nicolaus Bornmüller. Astragalus rhabdophorus ingår i släktet vedlar, och familjen ärtväxter. Inga underarter finns listade i Catalogue of Life.